# گمینا واندروژه ویلکیه
گمینا واندروژه ویلکیه (به لهستانی:  Gmina Wądroże Wielkie) یک گمینا در لهستان است که در شهرستان یاوور واقع شده‌است. گمینا واندروژه ویلکیه ۸۹٫۱۵ کیلومتر مربع مساحت و ۴٬۰۴۵ نفر جمعیت دارد.